# Human Genome Project - Write
Lo Human Genome Project - Write (in italiano: Progetto genoma umano - Scrittura) o Genome Project-Write o HGP-Write è un progetto annunciato formalmente il 2 giugno 2016, come un'estensione decennale del Progetto Genoma Umano per sintetizzare il genoma umano .
Il genoma umano possiede 3 miliardi di nucleotidi di DNA, che sono stati descritti nel progetto Genoma Umano - Programma lettura completato nel 2003.
Il nuovo progetto sarà gestito dall'organizzazione no profit Center of Excellence for Engineering Biology (Centro di Eccellenza della Ingegneria della Biologia). Da questo progetto ci si aspetta di acquisire le capacità per sintetizzare grandi porzioni del genoma umano.